# تسوتومو هاتا
تسوتومو هاتا (انگلیسی: Tsutomu Hata؛ زاده ۲۴ اوت ۱۹۳۵ – درگذشته ۲۸ اوت ۲۰۱۷) یک سیاست‌مدار اهل ژاپن بود. تسوتومو هاتا در ۲۸ اوت ۲۰۱۷، چهار روز پس از تولد ۸۲ سالگی‌اش درگذشت.